# Uloborus
Uloborus es un género de araña araneomorfa de la familia Uloboridae. La mayoría de las especies se encuentran en los trópicos y subtrópicos, con unas pocas especies en Norteamérica y Europa.
Los quelíceros son robustos pero como en otras Uloboridae no tiene glándulas venenosas. Hay ocho ojos pequeños.

## Especies
- Uloborus albescens O. P.-Cambridge, 1885
- Uloborus albofasciatus Chrysanthus, 1967
- Uloborus albolineatus Mello-Leitao, 1941
- Uloborus ater Mello-Leitao, 1917
- Uloborus aureus Vinson, 1863
- Uloborus barbipes L. Koch, 1872
- Uloborus berlandi Roewer, 1951
- Uloborus bigibbosus Simon, 1905
- Uloborus bispiralis Opell, in Lubin et al., 1982
- Uloborus campestratus Simon, 1893
- Uloborus canescens C. L. Koch, 1844
- Uloborus canus MacLeay, 1827
- Uloborus conus Opell, in Lubin et al., 1982
- Uloborus crucifaciens Hingston, 1927
- Uloborus cubicus (Thorell, 1898)
- Uloborus danolius Tikader, 1969
- Uloborus diversus Marx, in Banks, 1898
- Uloborus eberhardi Opell, 1981
- Uloborus elongatus Opell, 1982
- Uloborus emarginatus Kulczynski, 1908
- Uloborus ferokus Bradoo, 1979
- Uloborus filidentatus Hingston, 1932
- Uloborus filifaciens Hingston, 1927
- Uloborus filinodatus Hingston, 1932
- Uloborus formosus Marx, in Banks, 1898
- Uloborus furunculus Simon, 1906
- Uloborus georgicus Mcheidze, 1997
- Uloborus gilvus (Blackwall, 1870)
- Uloborus glomosus (Walckenaer, 1842)
- Uloborus guangxiensis Zhu, Sha & Chen, 1989
- Uloborus humeralis Hasselt, 1882
- Uloborus humeralis marginatus Kulczynski, 1908
- Uloborus inaequalis Kulczynski, 1908
- Uloborus jabalpurensis Bhandari & Gajbe, 2001
- Uloborus jarrei Berland & Millot, 1940
- Uloborus kerevatensis Opell, 1991
- Uloborus khasiensis Tikader, 1969
- Uloborus krishnae Tikader, 1970
- Uloborus leucosagma Thorell, 1895
- Uloborus limbatus Thorell, 1895
- Uloborus llastay Grismado, 2002
- Uloborus lugubris (Thorell, 1895)
- Uloborus metae Opell, 1981
- Uloborus minutus Mello-Leitao, 1915
- Uloborus modestus Thorell, 1891
- Uloborus montifer Marples, 1955
- Uloborus niger Mello-Leitao, 1917
- Uloborus oculatus Kulczynski, 1908
- Uloborus parvulus Schmidt, 1976
- Uloborus penicillatoides Xie et al., 1997
- Uloborus pictus Thorell, 1898
- Uloborus pinnipes Thorell, 1877
- Uloborus planipedius Simon, 1896
- Uloborus plumipes Lucas, 1846
- Uloborus plumipes javanus Kulczynski, 1908
- Uloborus plumosus Schmidt, 1956
- Uloborus pseudacanthus Franganillo, 1910
- Uloborus pteropus (Thorell, 1887)
- Uloborus rufus Schmidt & Krause, 1995
- Uloborus scutifaciens Hingston, 1927
- Uloborus segregatus Gertsch, 1936
- Uloborus sexfasciatus Simon, 1893
- Uloborus spelaeus Bristowe, 1952
- Uloborus strandi (Caporiacco, 1940)
- Uloborus tenuissimus L. Koch, 1872
- Uloborus tetramaculatus Mello-Leitao, 1940
- Uloborus trifasciatus Thorell, 1890
- Uloborus trilineatus Keyserling, 1883
- Uloborus umboniger Kulczynski, 1908
- Uloborus undulatus Thorell, 1878
- Uloborus undulatus indicus Kulczynski, 1908
- Uloborus undulatus obscurior Kulczynski, 1908
- Uloborus undulatus pallidior Kulczynski, 1908
- Uloborus vanillarum Vinson, 1863
- Uloborus velutinus Butler, 1882
- Uloborus villosus Keyserling, 1881
- Uloborus viridimicans Simon, 1893
- Uloborus walckenaerius Latreille, 1806